# Liste der Bodendenkmäler in Stettfeld
Auf dieser Seite sind die Bodendenkmäler in der unterfränkischen Gemeinde Stettfeld zusammengestellt. Diese Tabelle ist eine Teilliste der Liste der Bodendenkmäler in Bayern. Grundlage ist die Bayerische Denkmalliste, die auf Basis des Bayerischen Denkmalschutzgesetzes vom 1. Oktober 1973 erstmals erstellt wurde und seither durch das Bayerische Landesamt für Denkmalpflege geführt wird. Die folgenden Angaben ersetzen nicht die rechtsverbindliche Auskunft der Denkmalschutzbehörde.

## Bodendenkmäler der Gemeinde Stettfeld

### Bodendenkmäler in der Gemarkung Staffelbach
| Lage                   | Objekt                                                                     | Akten-Nr.     | Bild |
| ---------------------- | -------------------------------------------------------------------------- | ------------- | ---- |
| Staffelbach (Standort) | Bestattungsplatz mit verebnetem Grabhügel vorgeschichtlicher Zeitstellung. | D-4-6030-0023 |      |
| Staffelbach (Standort) | Bestattungsplatz mit Grabhügel vorgeschichtlicher Zeitstellung.            | D-6-6030-0005 |      |

### Bodendenkmäler in der Gemarkung Stettfeld
| Lage                 | Objekt                                                           | Akten-Nr.     | Bild |
| -------------------- | ---------------------------------------------------------------- | ------------- | ---- |
| Stettfeld (Standort) | Siedlung der Hallstattzeit.                                      | D-6-6030-0007 |      |
| Stettfeld (Standort) | Abschnittsbefestigung vor- und frühgeschichtlicher Zeitstellung. | D-6-6030-0008 |      |
| Stettfeld (Standort) | Siedlung vor- und frühgeschichtlicher Zeitstellung.              | D-6-6030-0013 |      |
| Stettfeld (Standort) | Siedlung vor- und frühgeschichtlicher Zeitstellung.              | D-6-6030-0014 |      |
| Stettfeld (Standort) | Siedlung vor- und frühgeschichtlicher Zeitstellung.              | D-6-6030-0015 |      |
| Stettfeld (Standort) | Untertägige Bauteile der spätmittelalterlichen Pfarrkirche.      | D-6-6030-0080 |      |
| Stettfeld (Standort) | Siedlung der Urnenfelderzeit und der Hallstattzeit.              | D-6-6030-0093 |      |